# Supersens
Pour plus de détails, voir Fiche technique et Distribution.
Supersens, ou Surdoué au Québec (Senseless) est un film américain de Penelope Spheeris mettant en vedette Marlon Wayans sorti au cinéma en 1998 aux États-Unis.

## Fiche technique
- Titre original : Senseless
- Titre français : Supersens
- Titre québécois : Surdoué
- Réalisation : Penelope Spheeris
- Scénario : Greg Erb et Craig Mazin
- Musique : Boris Blank
- Photographie : Daryn Okada
- Montage : Ross Albert
- Production : David Hoberman
- Société de production : Dimension Films, Mandeville Films, Gold/Miller Productions et Miramax
- Société de distribution : Bac Films (France) et Dimension Films (États-Unis)
- Système sonore : Dolby SRD
- Pays de production :  États-Unis
- Genre : Comédie
- Durée : 93 minutes
- Dates de sortie :
  - États-Unis : 20 février 1998
  - France : 18 août 1999

## Distribution
Légende : V. Q. = Version Québécoise
- Marlon Wayans (VF : Fabrice Josso) (V. Q. : Gilbert Lachance) : Darryl Witherspoon
- Brad Dourif (V. Q. : Daniel Lesourd) : Dr. Wheedon
- Esther Scott (V. Q. : Carole Chatel) : Denise Witherspoon
- Matthew Lillard (VF : Emmanuel Garijo) (V. Q. : François Godin) : Tim LaFlour
- David Spade (VF : Damien Witecka) (V. Q. : Carl Béchard) : Scott Thorpe
- Tamara Taylor (V. Q. : Sophie Faucher) : Janice
- Greg Grunberg (V. Q. : Sylvain Hétu) : Steve
- John Ingle (V. Q. : Yves Massicotte) : le professeur d'économie
- Rip Torn (V. Q. : Ronald France) : Randall Tyson
- Ernie Lively (V. Q. : Benoit Rousseau) : Coach Brandau
- Kenya Moore (V. Q. : Hélène Mondoux) : Lorraine
- Ken Lerner : Dean Barlow
- Richard McGonagle (V. Q. : Jean-Marie Moncelet) : Robert Bellweather
- Cee Cee Michaela (V. Q. : Johanne Léveillé) : Tonya